# Juan Luis Guerra
Juan Luis Guerra Seijas (Santo Domingo, 7 de junho de 1957), é um compositor, cantor e produtor musical dominicano. É o compositor da famosa canção adaptada para o português por Ferreira Gullar e interpretada por Fagner "Borbulhas de Amor". 

## Biografia
Após os estudos, fundou o grupo 4,40 (em referência à frequência da nota "la", 440 Hz) e lançou seu primeiro álbum Soplando em 1984.

## Vida pessoal
Em 2000, tornou-se cristão evangélico e diretor de louvor na igreja “Más Que Vencedores” em Santo Domingo. 

## Discografia
| Ano de publicação | Título                                        | Gravadora     |
| 1984              | Soplando                                      | Karen Records |
| 1985              | Mudanza y acarreo                             | Karen Records |
| 1987              | Mientras más lo pienso... tú                  | Karen Records |
| 1988              | Los grandes éxitos de Juan Luis Guerra y 4.40 | Karen Records |
| 1987              | Ojalá que llueva café                         | Karen Records |
| 1990              | Bachata rosa                                  | Karen Records |
| 1991              | Romance rosa                                  | Karen Records |
| 1990              | El original 4.40                              | Karen Records |
| 1992              | Areíto                                        | Karen Records |
| 1994              | Fogaraté                                      | Karen Records |
| 1995              | Grandes éxitos de JLG y 440                   | Karen Records |
| 1998              | Ni es lo mismo, ni es igual                   | Karen Records |
| 2000              | Colección romántica                           | Karen Records |
| 2004              | Para ti                                       | Karen Records |
| 2007              | La Llave de Mi Corazón                        | Karen Records |
| 2007 - 2 octubre  | La Llave de mi Corazón Fan Edition            | Karen Records |

## Prêmios e indicações

### Grammy Latino
| Ano  | Categoria                | Indicação                  | Resultado |
| ---- | ------------------------ | -------------------------- | --------- |
| 2000 | Melhor Álbum de Merengue | Ni Es Lo Mismo Ni Es Igual | Venceu    |
| 2000 | Melhor Canção Tropical   | El Niágara en Bicicleta    | Venceu    |
| 2000 | Álbum do Ano             | Ni Es Lo Mismo Ni Es Igual | Indicado  |
| 2000 | Canção do Ano            | El Niágara en Bicicleta    | Indicado  |